# 贵州狗尾草
贵州狗尾草（学名：Setaria guizhouensis），为禾本科狗尾草属下的一个植物种。